# Sinfonia n. 7 "Delle canzoni"
La sinfonia n.7 delle canzoni''  è una composizione sinfonica di Gian Francesco Malipiero. 
Completata ad Asolo il 28 agosto 1948, fu eseguita per la prima volta il 3 novembre 1949 dall'Orchestra del Teatro alla Scala, sotto la bacchetta di Nino Sanzogno. La partitura è dedicata all'amico, il musicologo e critico musicale svizzero Robert-Aloys Mooser (1876-1969).

## Movimenti
Malipiero, a proposito di questa pagina, scrive nel suo catalogo annotato fino al 1952: "La Settima (1948) porta il sottotitolo «delle canzoni» perché è essenzialmente lineare. C'è poi, qua e là, un certo «cantare» che s'impone come la voce di un antico rapsodo che canti seduto in cima al sacro Monte Grappa ed abbia dinanzi a sé lontana, sempre più lontana: Venezia."
L'autore, pur attenendosi a un apparente rispetto delle tradizionali prassi musicali, reinterpreta molto liberamente le procedure compositive, seguendo come sempre un percorso più intuitivo che razionale, in linea più con l'estro della sinfonia italiana antica che con quella germanico-classica. La musica fluisce distesa e senza contrasti drammatici, quasi sul filo dell'improvvisazione. 
Il primo movimento è un "Allegro", spigliato e vivace, in cui il materiale melodico viene presentato sotto varie forme per un buon tratto, ma lo sviluppo viene interrotto mentre subentra un altro motivo di sapore esotico che non compare né all'inizio né alla fine del movimento. Il secondo movimento è un "Lento quasi andante" di intenso lirismo, dove compare una melodia che richiama il canto gregoriano. Il terzo movimento, "Allegro impetuoso", ha il carattere di un esuberante scherzo. Il quarto movimento, "Lento" ha costruzione assai varia, con qualche episodio più accelerato nella parte centrale e una conclusione piuttosto perentoria.

## Incisioni discografiche
Orchestra Sinfonica della Radiotelevisione Italiana, Dimitri Mitropoulos, 1950 Fonit Cetra   poi 2003 Warner Fonit.
Orchestra Sinfonica di Mosca, Antonio de Almeida, 1993 Marco Polo.